# Réservoir magmatique
Cet article court présente un sujet plus développé dans : Chambre magmatique.

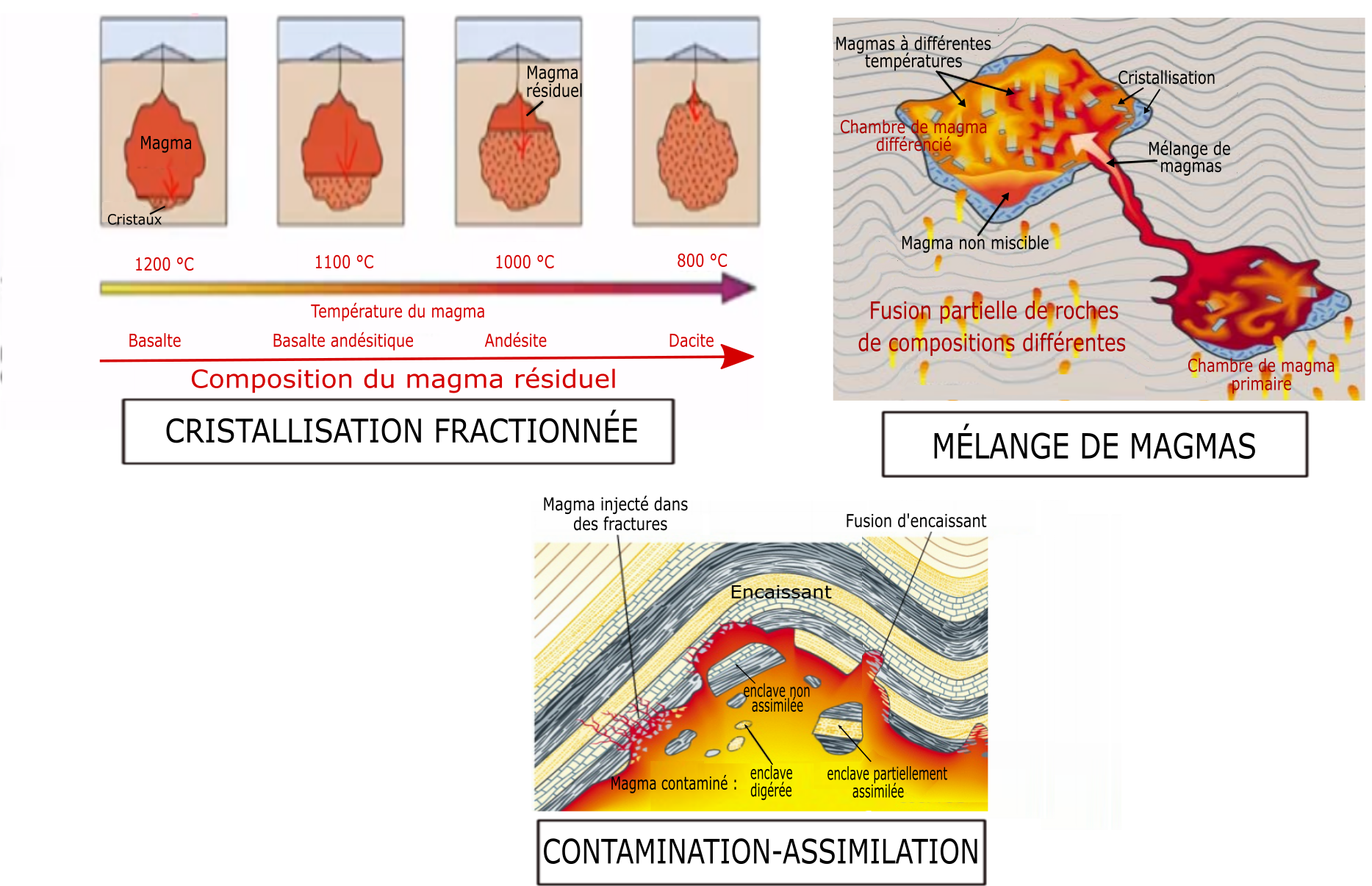
Processus de différenciation magmatique dans des réservoirs.

Un réservoir magmatique est, comme une chambre magmatique, une cavité souterraine remplie de magma, c'est-à-dire de roches partiellement ou totalement fondues (ou, plus exactement, d'un liquide partiellement ou non cristallisé).
Les deux termes sont souvent considérés comme synonymes, mais les spécialistes distinguent :
- les chambres magmatiques sensu stricto, emplies d'un matériau capable de couler (fraction cristallisée φ < φp = 50-60 %[a],[2]) et donc d'engendrer une éruption ;
- les mushs cristallins (en) (mush est un mot anglais signifiant « bouillie »), constitués d'un matériau rigide (φ > φp) et ne pouvant donc engendrer une éruption qu'après une réactivation ;
- les réservoirs magmatiques, qui regroupent les chambres magmatiques et les mushs cristallins.

## Preuves d'existence
L'existence des réservoirs magmatiques, actuelle ou passée, est attestée par :
- des observations indirectes, essentiellement par des méthodes géophysiques comme la tomographie sismique. Exemple : le réservoir magmatique du Yellowstone, au Wyoming (États-Unis)[3] ;
- la présence à l'affleurement, à la suite de mouvements tectoniques et de l'érosion, de grands plutons dont on peut montrer qu'ils résultent de la cristallisation d'un magma à des profondeurs de l'ordre de 5 à 15 km. Exemple : le pluton de Searchlight (Eldorado Mountains (en)), au Nevada (États-Unis)[4] ;
- les roches et téphras émis par les superéruptions, ainsi que les gigantesques caldeiras qu'elles ont laissées derrière elles. Exemples : la caldeira de Creede, au Colorado (États-Unis)[5], ou la caldeira du lac Toba, à Sumatra (Indonésie).

## Profondeur, taille et forme
La profondeur du toit d'un réservoir, son épaisseur et — dans une certaine mesure — sa forme peuvent être estimées, dans des cas favorables :
- pour les réservoirs actuels, par des méthodes sismologiques, via la localisation des hypocentres des séismes volcaniques (en creux, aucun séisme ne se produisant à l'intérieur du réservoir) ou la tomographie sismique (les matériaux du réservoir étant caractérisés par une vitesse des ondes sismiques plus faible et une atténuation (en) plus forte que ceux de l'encaissant). Ces méthodes ont notamment été appliquées à la caldeira de Yellowstone et aux réservoirs du Kīlauea ;
- pour les réservoirs anciens, la profondeur et l'épaisseur du réservoir peuvent être estimés à partir de la composition chimique des minéraux des roches. Notamment, le partage de l'aluminium entre l'amphibole et le plagioclase ou la biotite fournit un géobaromètre applicable aux grands réservoirs siliceux, permettant d'estimer la profondeur et l'épaisseur avec une incertitude de l'ordre de 2,7 et 0,8 km, respectivement[6].